# Васил Драголов
Васил Иванов Драголов е бивш български футболист, нападател.

## Биография
Роден е на 17 март 1962 г. в село Катуница, Асеновградско. Висок е 174 см и тежи 72 кг. Играл е за Хебър (1979/80), Берое (1980-1988, 1992/93, 1994/95), Левски (София) (1988/89), Черно море (1993/94), Лариса (Гърция) (1989/90, 31 мача с 6 гола в Етники Категория), Йоникос (Пирея, Гърция) (1990/91, 30 мача с 4 гола в Етники Категория) и Тирсенте (Португалия) (1991/92). Има 258 мача и 86 гола в А група (206 мача с 63 гола за Берое, 29 мача с 18 гола за Левски и 23 мача с 5 гола за Черно море). Шампион на България с Берое през 1986 и вицешампион с Левски през 1989 г. Има 5 мача с 1 гол за А националния отбор (1983-1993), 6 мача с 1 гол за Б националния и 12 мача с 3 гола за младежкия национален отбор. Участва на СП-1986 в Мексико, но не влиза в игра. В евротурнирите има 8 мача и 1 гол (4 мача в КЕШ – 2 за Левски и 2 за Берое и 4 мача с 1 гол в турнира за купата на УЕФА за Берое).

## Треньорска кариера
През сезон 2006/07 старши треньор на Локомотив (Стара Загора).

## Бизнес
След приключване на състезателната си кариера се занимава с частен бизнес. Съдружник и управител е във фирмите „Напредък – В.Д.“ ООД, „В и В“ ЕООД и „Вики – 2“ ЕООД.